# 解説スタジアム
解説スタジアム（かいせつスタジアム）は、NHK総合テレビジョンで、主に祝日や土曜日（不定期）の午前中を中心に生放送で行っている討論番組である。

## 概要
2012年度まで放送されていた「双方向解説・そこが知りたい!」の体裁を引き継いだもので、放送時間が従来の2時間弱から1時間弱に縮小された。番組では、毎回ある一つの旬のニュース（社会・政治・国際問題・経済など）を取り上げ、それに関係するNHK解説委員が本音で討論バトルを展開するというものである。従来通り、視聴者からのメールやファックスでの意見募集が行われるほか、双方向機能を活かしたアンケートも実施される。
基本的に祝日の午前中に放送されているが、年末（12月下旬）は前身の番組から続いて、深夜のオールナイト討論会として時間枠を4-5時間に拡大して行う。
2020年度からは『時論公論』のスピンオフ番組扱いになり、タイトルを『時論公論 クエスチョン・タイム』に改題して放送している。
2022年6月12日放送分からは『時論公論 クエスチョン・タイム』を再度改題し、『ニュースなるほどゼミ』という新たな解説討論番組を開始した。前番組とは異なり、専門分野の解説委員による解説に加え、ゲストのタレントからの質疑応答を交えて展開している。

## 放送リスト
| 回 | 放送日 （内容時間）      | タイトル                                     | 司会者             | 出演者 |
| -- | ------------------------ | -------------------------------------------- | ------------------ | --- |
| P  | 2013年3月16日 （60分）   | 取り戻せるか“強いニッポン”                   | 栁澤秀夫、兼清麻美 | 大島春行、板垣信幸、山﨑登、今井純子、後藤千恵、飯野奈津子 |
| 1  | 2013年4月29日 （55分）   | 変わるの？日本の電力                         | 栁澤秀夫、兼清麻美 | 嶋津八生、室山哲也、竹田忠、二村伸 |
| 2  | 2013年7月15日 （55分）   | どう向き合う“ビッグデータ時代”               | 栁澤秀夫、兼清麻美 | 島田敏男、中谷日出、飯野奈津子、今井純子 |
| 3  | 2013年8月11日 （115分）  | スペシャル                                   | 栁澤秀夫、兼清麻美 | 城本勝、飯野奈津子、安達宜正、関口博之、竹田忠、松本浩司、水野倫之、加藤青延 |
| 4  | 2013年10月14日 （55分）  | 変わる世界 日本の平和と安全保障              | 栁澤秀夫、兼清麻美 | 島田敏男、出石直、安達宜正、西川龍一、高橋弘行、津屋尚 |
| 5  | 2013年11月4日 （55分）   | あなたの働き方が変わる？どうなる雇用         | 城本勝、兼清麻美   | 飯野奈津子、嶋津八生、加藤青延、竹田忠、今井純子、安達宜正 |
| 6  | 2013年12月28日 （240分） | スペシャル 2014 どうする日本                 | 栁澤秀夫、兼清麻美 | 安達宜正、飯野奈津子、石川一洋、板垣信幸、出石直、今井純子、合瀬宏毅、太田真嗣、加藤青延、菊地夏也、島田敏男、嶋津八生、城本勝、関口博之、高橋弘行、竹田忠、津屋尚、出川展恒、道傳愛子、中村幸司、西川龍一、二村伸、早川信夫、広瀬公巳、藤野優子、正延知行、松本浩司、水野倫之、室山哲也、百瀬好道、山﨑登                                                                                             |
| 7  | 2014年3月22日 （60分）   | 緊迫ウクライナ 世界は                        | 栁澤秀夫、兼清麻美 | 安達宜正、石川一洋、高橋弘行、津屋尚、二村伸、正延知行 |
| 8  | 2014年4月29日 （54分）   | 子どもをどう育てますか？                     | 栁澤秀夫、岩渕梢   | 飯野奈津子、今井純子、西川龍一、二村伸、早川信夫、藤野優子 |
| 9  | 2014年7月21日 （54分）   | 規制改革で成長はできるか〜変わる雇用・医療〜 | 関口博之、岩渕梢   | 安達宜正、板垣信幸、後藤千恵、竹田忠、広瀬公巳、藤野優子 |
| 10 | 2014年9月15日 （54分）   | 人口減少にどう向き合う                       | 西川吉郎、岩渕梢   | 今井純子、合瀬宏毅、寒川由美子、城本勝、村田英明、百瀬好道 |
| 11 | 2014年11月24日 （54分）  | 衆議院選挙へ 経済再生を問う                  | 西川吉郎、岩渕梢   | 安達宜正、後藤千恵、城本勝、関口博之、竹田忠、百瀬好道 |
| 12 | 2014年12月27日 （245分） | スペシャル 政治・暮らし・世界 どうなる2015   | 西川吉郎、岩渕梢   | 安達宜正、石川一洋、板垣信幸、出石直、今井純子、岩田明子、大島春行、合瀬宏毅、太田真嗣、加藤青延、刈屋富士雄、後藤千恵、寒川由美子、島田敏男、城本勝、関口博之、高橋弘行、髙橋祐介、竹田忠、土屋敏之、津屋尚、出川展恒、道傳愛子、中村幸司、中谷日出、西川龍一、二宮徹、二村伸、橋本淳、早川信夫、広瀬公巳、藤野優子、水野倫之、三輪誠司、村田英明、室山哲也、百瀬好道、谷田部雅嗣、柳澤伊佐男、山﨑登 |
| 13 | 2015年2月11日 （54分）   | テロの脅威 世界は？日本は？                  | 西川吉郎、岩渕梢   | 石川一洋、島田敏男、髙橋祐介、津屋尚、出川展恒、二村伸、橋本淳 |
| 14 | 2015年3月21日 （60分）   | 5年目の復興 何が必要か                       | 西川吉郎、岩渕梢   | 太田真嗣、城本勝、関口博之、辻村和人、二宮徹、早川信夫 |
| 15 | 2015年4月29日 （54分）   | 安全保障法制を問う                           | 西川吉郎、岩渕梢   | 安達宜正、島田敏男、高橋弘行、津屋尚 |
| 16 | 2015年7月20日 （54分）   | どう考える “戦後70年談話”                    | 西川吉郎、岩渕梢   | 二村伸、安達宜正、岩田明子、出石直、津屋尚 |
| 17 | 2015年8月15日 （120分）  | 戦後70年 日本の針路を考える                  | 西川吉郎、岩渕梢   | 島田敏男、安達宜正、岩田明子、二村伸、石川一洋、加藤青延、髙橋祐介、西川龍一、片岡利文、中谷日出、中村幸司、関口博之、合瀬宏毅、板垣信幸、竹田忠、太田真嗣、村田英明、水野倫之、寒川由美子 |
| 18 | 2015年9月21日 （54分）   | 安保法制と日本の針路                         | 西川吉郎、岩渕梢   | 島田敏男、安達宜正、岩田明子、橋本淳、出石直、髙橋祐介 |
| 19 | 2015年10月12日 （54分）  | どうする？東京オリンピック・パラリンピック   | 西川吉郎、岩渕梢   | 二村伸、太田真嗣、竹田忠、刈屋富士雄、中村幸司、名越章浩、中谷日出 |
| 20 | 2015年11月23日 （54分）  | テロとの戦い “憎悪の連鎖”は断ち切れるか      | 西川吉郎、岩渕梢   | 二村伸、島田敏男、柳澤秀夫、百瀬好道、髙橋祐介、出川展恒、石川一洋 |
| 21 | 2015年12月26日 （260分） | スペシャル 「2016 どうなる日本」             | 西川吉郎、岩渕梢   | 島田敏男、関口博之、二村伸、柳澤秀夫、中谷日出、合瀬宏毅、石川一洋、百瀬好道、板垣信幸、竹田忠、出川展恒、今井純子、水野倫之、橋本淳、広瀬公巳、西川龍一、中村幸司、太田真嗣、土屋敏之、寒川由美子、名越章浩、村田英明、二宮徹、髙橋祐介、刈屋富士雄、辻村和人、片岡利文、安達宜正、道傳愛子、後藤千恵、三輪誠司、岩田明子、津屋尚、早川信夫、室山哲也、山﨑登、加藤青延                               |
| 22 | 2016年2月11日 （54分）   | 東日本大震災5年 復興とこれからの日本         | 西川吉郎、岩渕梢   | 太田真嗣、合瀬宏毅、橋本淳、水野倫之、二宮徹、寒川由美子、早川信夫、辻村和人 |
| 23 | 2016年3月22日 （60分）   | 電力自由化 いよいよ本番                      | 西川吉郎、岩渕梢   | 関口博之、竹田忠、今井純子、土屋敏之、百瀬好道 |
| 24 | 2016年4月29日 （54分）   | 揺れる日本列島 私たちは                      | 西川吉郎、小林恵子 | 二宮徹、山﨑登、出石直、土屋敏之、寒川由美子 |

中止など
- 2013年9月16日には「集団的自衛権 世界の中の日本は」というテーマで放送される予定になっており、双方向アンケートも実施される予定だったが、台風18号関連のニュースを午前中一杯放送した関係で休止（アンケートも中止）となった。この内容が10月14日に上記表題に実質改題したうえで放送された。
- 2014年10月13日は「どうする原発」というテーマで放送される予定だったが、こちらも当日の日中一杯は台風19号関連のニュースを中心とした編成に変更したため、放送・アンケートともに休止となった。
- 2015年3月20日は「5年目の復興 何が必要か」というテーマで放送される予定だったが、当日午後の国会中継（第189回国会 参議院予算委員会 平成27年度予算案集中審議（外交・安全保障等））の中継生放送に入りきらなかった部分を録画放送したため、0:25 - 1:24に生放送された。

## テーマ音楽
- 小倉昌浩

## 関連番組
- 大人ドリル（NHK総合テレビジョン）

※この番組もその日取り上げる専門分野のNHK解説委員が数名出演しており、解説委員の活発な意見交換がなされる。